# اوپکوت
اوپکوت (به لاتین: Upcot) یک منطقهٔ مسکونی در سری‌لانکا است که در استان مرکزی (سری‌لانکا) واقع شده‌است.